# Ардашер Сайид Хасан
Ардаше́р Сайи́д Хаса́н (узб. Ardasher Sayid Hasan; 1418, Герат — 1489, Герат) — поэт эпохи Тимуридов, писавший преимущественно на тюркском языке. Кроме написания стихов в восточных жанрах, хорошо разбирался в музыке, знал историю и методы написания стихов различных жанров. Один из учителей Алишера Навои.
Ардашер Сайид Хасан родился в Герате в 1418 году. Его отец был знатным человеком, являлся одним из придворных тимурида Байсангура, сначала в качестве укротителя охотничьих птиц, позднее был повышен до статуса организатора охоты для правителей. Ардашер учился в медресе своего города, помимо родного тюркского языка, в совершенстве владел персидским и арабским. Получил прозвище Сайид. С раннего возраста начал писать стихи на тюркском и персидском языках.
Побывал во многих знаменитых городах Хорасана и Мавераннахра. В 1456 году, в 38-летнем возрасте познакомился с 15-летним Алишером Навои в Мешхеде. Впоследствии стал одним из людей, которые оказали большое влияние на Алишера Навои. Алишер Навои в своём «Маджалис-ан-нафаис» (Собрание избранных) писал о нём как «[Этот человек] был на уровне отца для этого бедняка [самого Алишера Навои]» (Bu faqirg‘a ota masobasida (darajasida) erdi). Кроме того, Алишер Навои оставил краткую информацию о нём, приведя в качестве примера его произведений одну китъу и пару бейтов. До наших дней не дошло практически ничего о творчестве этого поэта. Умер в 1489 году в родном Герате, в 71-летнем возрасте.